# Kanton Montmort-Lucy
Der Kanton Montmort-Lucy war bis 2015 ein französischer Kanton im Arrondissement Épernay im Département Marne und in der Region Champagne-Ardenne; sein Hauptort war Montmort-Lucy, Vertreter im Generalrat des Départements war von 2004 bis 2011 Michel Moussy. Ihm folgte Olivette Barré nach.
Der Kanton Montmort-Lucy war 252,06 km² groß und hatte (1999) 3.983 Einwohner, was einer Bevölkerungsdichte von 16 Einwohnern pro km² entsprach.

## Gemeinden
Der Kanton bestand aus 22 Gemeinden:
| Gemeinde                | Einwohner Jahr | Fläche km² | Bevölkerungsdichte | Code INSEE | Postleitzahl |
| ----------------------- | -------------- | ---------- | ------------------ | ---------- | ------------ |
| Le Baizil               | 260 (2013)     | –          | – Einw./km²        | 51033      | 51270        |
| Bannay                  | 13 (2013)      | –          | – Einw./km²        | 51034      | 51270        |
| Baye                    | 408 (2013)     | –          | – Einw./km²        | 51042      | 51270        |
| Beaunay                 | 110 (2013)     | –          | – Einw./km²        | 51045      | 51270        |
| La Caure                | 92 (2013)      | –          | – Einw./km²        | 51100      | 51270        |
| Chaltrait               | 65 (2013)      | –          | – Einw./km²        | 51110      | 51130        |
| Champaubert             | 139 (2013)     | –          | – Einw./km²        | 51113      | 51270        |
| La Chapelle-sous-Orbais | 54 (2013)      | –          | – Einw./km²        | 51128      | 51270        |
| Coizard-Joches          | 77 (2013)      | –          | – Einw./km²        | 51157      | 51270        |
| Congy                   | 234 (2013)     | –          | – Einw./km²        | 51163      | 51270        |
| Corribert               | 59 (2013)      | –          | – Einw./km²        | 51174      | 51270        |
| Courjeonnet             | 53 (2013)      | –          | – Einw./km²        | 51186      | 51270        |
| Étoges                  | 427 (2013)     | –          | – Einw./km²        | 51238      | 51270        |
| Fèrebrianges            | 169 (2013)     | –          | – Einw./km²        | 51247      | 51270        |
| Mareuil-en-Brie         | 258 (2013)     | –          | – Einw./km²        | 51345      | 51270        |
| Margny                  | 118 (2013)     | –          | – Einw./km²        | 51350      | 51210        |
| Montmort-Lucy           | 581 (2013)     | –          | – Einw./km²        | 51381      | 51270        |
| Orbais-l’Abbaye         | 583 (2013)     | –          | – Einw./km²        | 51416      | 51270        |
| Suizy-le-Franc          | 107 (2013)     | –          | – Einw./km²        | 51560      | 51270        |
| Talus-Saint-Prix        | 106 (2013)     | –          | – Einw./km²        | 51563      | 51270        |
| La Ville-sous-Orbais    | 51 (2013)      | –          | – Einw./km²        | 51639      | 51270        |
| Villevenard             | 203 (2013)     | –          | – Einw./km²        | 51641      | 51270        |

## Bevölkerungsentwicklung
| 1962 | 1968 | 1975 | 1982 | 1990 | 1999 | 2006 | 2012 |
| ---- | ---- | ---- | ---- | ---- | ---- | ---- | ---- |
| 4390 | 4703 | 4240 | 3989 | 3987 | 3983 | 4013 | 4146 |